# Піхотний полк
Піхо́тний полк (пп) — військова частина, основна тактична та адміністративно-господарська одиниця в сухопутних військах у складі Збройних сил деяких країн, яка призначена для ведення бойових дій на сухопутному театрі воєнних дій (ТВД) у складі дивізії або бригади.

## Історія створення
Піхотні полки з'явилися у середині 16 століття у Франції, пізніше в інших країнах Європи. На початку 18 століття піхотні полки були переведені на батальйонну організаційно-штатну структуру. 